# Buse rouilleuse
Buteo regalis
Espèce
Statut de conservation UICN

 LC  : Préoccupation mineure
Statut CITES
La Buse rouilleuse (Buteo regalis) est une espèce de rapaces diurnes de la famille des Accipitridae.

## Description

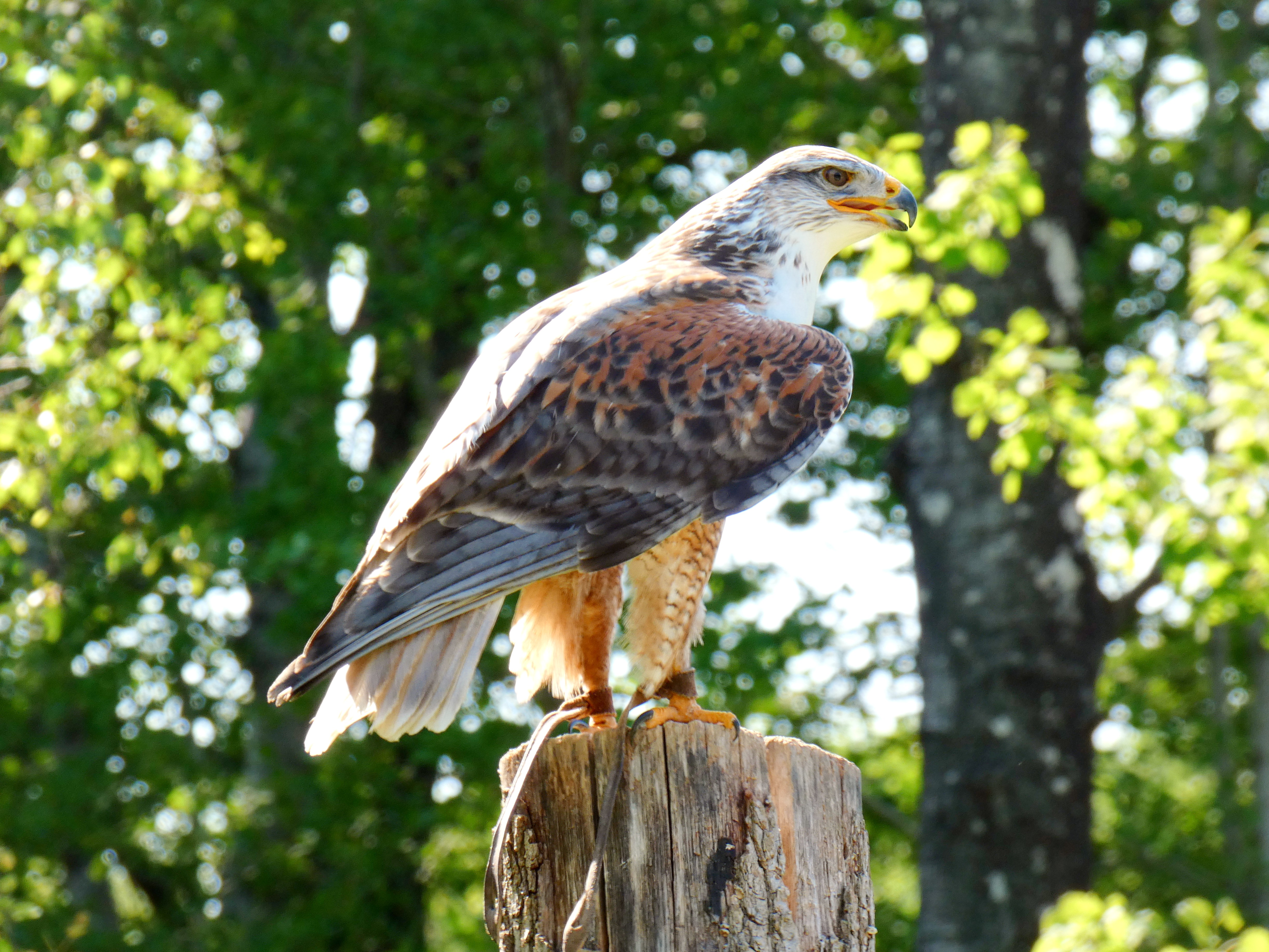
Buse rouilleuse à l'Espace Rambouillet.

De grande taille, la Buse rouilleuse est la plus grande des buses nord-américaines. Elle atteint 69 cm de longueur et 130 cm d'envergure pour un poids compris entre 1 et 2 kg.

## Répartition
Cette espèce est endémique des Grandes Plaines d'Amérique du Nord.

zone de nidification
présence permanente
aire d'hivernage